# Plymouth XNR
La Plymouth XNR de 1960 était un concept-car développé par Chrysler et Plymouth et conçu par Virgil Exner en tant que roadster sport à ajouter à la gamme Plymouth et éventuellement pour rivaliser avec la Ford Falcon et la Chevrolet Corvette.

## Contexte
Vers la fin des années 1940, l'industrie automobile américaine a connu une période d'innovation et de conception automobile révolutionnaire. Les modèles de voiture ont émergé avec des indices de style tels que les ailerons et les corps aérodynamiques dérivés de divers jets, roquettes et autres aéronefs. Plymouth, contrairement à ses concurrents, valorisait la suprématie de l’ingénierie plus que l’attrait visuel.
Finalement, les ventes de Chrysler ont ralenti, ce qui a amené le groupe à se rendre compte que leur absence de style dans leurs automobiles pesait lourdement sur le marketing. En 1947, Virgil Exner, un concepteur automobile, transforma les conceptions de Chrysler en des voitures profilées, contrastant nettement avec leurs carrosseries auparavant carrées.
Ce qui manquait à Chrysler, c’était un roadster biplace pour concurrencer le Ford Falcon et la Chevrolet Corvette de General Motors. Pour la longueur plus courte nécessaire pour un roadster, le châssis de la Plymouth Valiant a été adopté. Un moteur 170cid I-6 avec des puissances de plus de 200 chevaux était un choix approprié.
Peu de temps après, le Plymouth Asymmetrica est né. Il a été renommé Plymouth XNR en l'honneur de son concepteur, Virgil Exner. La XNR était équipée d’un châssis modifié de Plymouth Valiant d’une longueur d’environ 106,5 pouces.
Le XNR produit environ 250 chevaux et peut atteindre une vitesse de 150 milles à l'heure (241 km/h). Cependant, le Plymouth XNR ne parvint jamais à la production et fut renvoyé là où il avait été construit - Carrozzeria Ghia en Italie

## Histoire après le développement
Virgil Exner a manifesté son intérêt pour l’acheter mais n’a pas pu le faire. "Mon père voulait l'acheter, mais s'il était resté aux États-Unis, il aurait été détruit", - Virgil Exner jr. Après son envoi à Ghia, un Suisse inconnu a acheté le Plymouth XNR, puis l'a vendu à Mohammad Reza Pahlavi, le Shah d'Iran. Il a ensuite été revendu à Anwar al Mulla, un concessionnaire automobile koweïtien. Il a été revendu au début des années 1970 à un homme au Liban où il résidait dans un stockage souterrain jusqu'à ce que Karim Edde trouve la voiture cachée pendant la guerre civile libanaise (1975-1991). Il l'a reconnu et l'a gardé dans divers endroits pour le préserver du carnage de la guerre civile. Après la guerre, la voiture a été envoyée aux restaurations RM au Canada en 2008 et a été achevée en 2011. Elle a été vendue le 18 août 2012 au prix de 935 000 $ lors de la vente aux enchères à RM de Monterey.

## Culture populaire

### Jeux vidéo
- Gran Turismo Sport
- Gran Turismo 7

### Série
- Car Masters saison 2